# Carolyn Davidson

Der Nike-Swoosh

Carolyn Davidson (* 1943) ist eine US-amerikanische Grafikdesignerin und die Entwicklerin des Nike-Logos Swoosh.

## Leben
Während ihres Grafikdesign-Studiums an der Portland State University im Jahr 1971 beauftragte sie der Nike-Gründer Phil Knight mit der Erstellung eines Zeichens für einen Sportschuh. Knight, der damals als Dozent für Buchhaltung an der Universität tätig war, bat sie „einen Streifen oder ein Logo“ zu entwerfen, das Geschwindigkeit und Bewegung ausstrahlen sollte. Aus einer Reihe von Vorschlägen wählte Knight denjenigen aus, der die Flügel der griechischen Siegesgöttin Nike darstellt.
Davidson erhielt damals 35 US-$ für ihren Entwurf und arbeitete danach weiter für Nike.
Nachdem Nike sich erfolgreich am Markt durchgesetzt hatte, wurde Davidson 1983 von Phil Knight eingeladen. Bei diesem Treffen erhielt sie einen goldenen Swoosh-Ring mit einem Diamanten, eine Urkunde sowie 500 Nike-Aktien, die zum damaligen Zeitpunkt einen geschätzten Marktwert von 150 US$ hatten und später, da Davidson bislang keine Aktie veräußert hat, 643.035 US-$ wert waren (Stand 2011). Nach inzwischen insgesamt 6 Stock-Splits im Verhältnis 2:1 seit 1990 sind aus den 500 Aktien 32.000 Aktien im Wert von etwa 2,4 Mio. US-$ geworden (Stand 2018, Kurs 75 US-$).
Nach 29 Jahren in der Design-Branche zog Carolyn Davidson sich aus ihrem Beruf zurück. Sie hat zwei Kinder und lebt in Portland, Oregon.